# Partido por la Democracia y el Desarrollo a través de la Unidad
Democracia y Desarrollo en Unidad (en neerlandés: Democratie en Ontwikkeling in Eenheid) es un partido político surinamés. El partido DOE (por sus siglas en neerlandés) fue fundado el 2 de diciembre de 1999 en Paramaribo por Monique Essed-Fernandes, Marten Schalkwijk y otros siete ciudadanos.
En las elecciones de 2010, el partido obtuvo 12,085 votos el 5.09% consiguiendo un escaño en la Asamblea Nacional. 
Luego en las elecciones de 2015, obtuvo 11,069 votos el 4.30% manteniendo un escaño en la Asamblea. 
Recientemente, en las elecciones de 2020 se redujo su apoyo al obtener 2,375 votos el 0.86% perdiendo su único escaño en la Asamblea.    